# Ледурга (графство)
Ле́дурга (лат. Lethegore; латыш. Lēdurga) или Леттегоре (Lettegore) — земля гауйских ливов, которая простиралась между Метсеполе, Идумеей и Турайдой (современный Кримулдский край). Земля Ледурга впервые упоминается в Хронике Ливонии в 1211 году.
По версии Августа Биленштейна, слово Lēdurga образовалось от ливских слов lēd («лист», ср. эст. leht) и urga — «небольшой ручей».